# 당령습유
《당령습유》(唐令拾遺)는 일본의 중국법제사학자인 니이다 노보루(仁井田 陞)가 편찬한, 일찍이 흩어져 사라졌던 당령(중국 당대의 율령)의 일문(佚文)들을 모은 것이다. 1933년(쇼와 8년)에 일본의 동방문화학원(東方文化学院)에서 출판하였으며 이듬해 제24회 일본 제국학사원(帝国学士院) 은사상(恩賜賞)을 수상하였다.

## 성립 이전
당초에 이 책의 근간이 되는 당령 복원작업을 제창한 것은 일본의 법제사학자였던 미야자키 미치사부로(宮崎 道三郎)였다. 이는 일본의 고대 법률인 율령을 그 성립사 및 비교법제사적인 입장에서 연구하는 가운데 당률이나 당령의 연구가 불가피하였던 사정에 있었다.
실제로 작업에 착수한 것은 법학자 나카타 카오루(中田 薫, 1877년 - 1967년)였다. 동양사학자 이케다 온(池田温)이 책임 편집을 맡은 《당령습유보》(唐令拾遺補)에 수록된 나카타의 「당령습유」 고본(稿本)의 인용서목에 의하면 그 인용 원전은 다음과 같다.
- 《당률소의》(唐律疏議)
- 《당육전》(唐六典)
- 《통전》(通典)
- 《당회요》(唐會要)
- 《구당서》「형법지」(刑法志)
- 《영의해》(令義解)
- 《영집해》(令集解)
- 《삼대격식》(三代格式)
- 《화명초》(和名抄)

## 성립
1929년(쇼와 4년) 일본 동방문화학원 도쿄 사무소가 창설되었을 때 나카타 카오루는 당시 도쿄 제국대학(東京帝国大学) 대학원에 있던 니이다 노보루를 연구소 조수로 천거하였다. 동시에 나카타가 「당령의 복구 및 그 역사적 연구」(唐令の復旧並其の史的研究)를 니이다에게 위촉하였다고 한다(《당령습유》에 실린 나카타의 서문에서). 나카타의 기대에 부응하듯 니이다는 4년 만에 책을 완성시켰고, 중국 법제사 연구에 지대한 공헌을 하게 된다.
동시에 엄밀한 텍스트 비판을 거쳐서 종래 볼 수 없었던 각 당령 조항들의 성립연대에 대한 비정을 행하였다. 권말에는 75종의 서적 이름을 열거한 「채택자료 색인」(採択資料索引) 및 그 판본과 소장 기관이 채록되어 있다. 이와 같은 자세는 마키노 다쓰미(牧野巽)와의 공저 「고당률소의제작연대고」(故唐律疏議製作年代考)에도 보인다.
본서에는 당시 새로운 자료였던 둔황 문헌이 몇 점 포함되어 있었고 1937년(쇼와 12년) 발행된 《당송법률문서의 연구》(唐宋法律文書の研究)에서는 보다 다양한 종류의 돈황 및 투르판 등지에서 출토된 문헌들이 인용되어 있다.

## 참고 문헌
- 辻正博 「草創期の敦煌学と日本の唐代法制史研究」(高田時雄編《草創期の敦煌学》(知泉書館、2002年))